# Verlen
Verlen war eine Rockband aus Kelkheim bei Frankfurt am Main.

## Geschichte
Die Idee, eine Band zu gründen, entstand am Silvesterabend 1999/2000, als Christoph "Crib" Vidakovic und Felix Rudorf beide unglücklich verliebt waren und ihren Gefühlen Ausdruck verleihen wollten. Der Bandname sollte "irgendwas mit Lene und Vera" sein, also entschied man sich für Verlen. Nach den ersten Proben mit Manuel Graf am Schlagzeug wurde dieser schnell durch Thomas Istvan ersetzt, in dessen Keller die Band nun auch probte.
Nachdem Joel Ameloot als zusätzlicher Gitarrist und Sänger zur Band stieß, gewann Verlen einen zweitägigen Studioaufenthalt beim MTK Newcomer Festival und nahm das erste Album Days Like Yesterday auf, das Ende 2001 erschien. Im Jahr 2002 entschied sich Drummer Thomas für ein Jahr nach Ecuador zu reisen und Simon Rauland übernahm seinen Platz am Schlagzeug. Im Sommer wurde das zweite Album Beach Life aufgenommen und die Band begab sich auf die "Life is a beach"-Tour.
Nachdem Joels Bruder Maurizio Ameloot zusammen mit Daniel Theuerkaufer im Jahr 2003 das Frankfurter Independent-Label Waggle-Daggle Records ins Leben gerufen hatte, fanden im Herbst die ersten Aufnahmen für Verlens drittes Album The tour of the broken hearts statt. Persönliche Gründe führten zu einer Verzögerung der Produktion, so dass dieses Album erst im Frühjahr 2005 erschien und als offizielles Debütalbum der Band gilt.
Zwischenzeitlich hatte sich Felix Rudorf dazu entschlossen, sein BWL-Studium abzubrechen und für zehn Monate nach Australien zu gehen. Bei der Suche nach einem neuen Bassisten fand die Band Daniel Weil, der schon länger Fan der Band war und 2002 ein Video zu Days like Yesterday produziert hatte.
Am 22. April 2006 gab die Band auf ihrer Homepage bekannt, dass die Band sich "im Guten auf beidseitiges Einverständnis" von Daniel getrennt hat. Am 3. Mai 2006 wurde als neuer Bassist der Alte vorgestellt, Felix Rudorf, einstiges Gründungsmitglied, der ein Jahr im Ausland verbracht hatte und vorher schon bei sämtlichen Verlen-Alben beteiligt gewesen war.
Die Band spielte im Jahr 2005 50 Konzerte in ganz Deutschland, u. a. beim Trebur Open Air und, als Gewinner des Ringrocker-Contests, auch bei Rock am Ring.
Anfang August 2006 ließ die Band verlauten, sie wolle „eine Pause einlegen. Das heißt Verlen wird für das nächste halbe bis ganze Jahr nichts mehr machen. Weder im Proberaum noch auf der Bühne. Wir sind zu dem Entschluss gekommen, da wir an einem Punkt angelangt sind, an dem es für uns nicht mehr weitergeht.“ Das letzte Konzert vor der Pause der Band fand am 9. September 2006 in Hofheim statt.
Am 23. Dezember 2008 stellte die Band ihr neues Doppelalbum nach fast zwei Jahren Produktionszeit offiziell vor. Es erschien Anfang 2009 mit dem Titel "Verlen". Seitdem nehmen Verlen wieder neue Titel auf und spielten auf mehreren Festivals und Bandwettbewerben.
Nach dem Erscheinen des Albums "Blood And Gold For Everyone" in 2011 spielte Verlen nur noch wenige Konzerte, zuletzt in 2015. Seitdem herrscht traurige Funkstille auf allen Kanälen. Die Website verlen.de ist nicht mehr aufrufbar.

## Diskografie
- Days Like Yesterday (8. August 2001), 8-Track EP
- Beach Life (23. November 2002; Waggle-Daggle Records), 14-Track-CD
- Tour of the broken hearts (21. März 2005, Waggle-Daggle Records), 13-Track-CD, offizielles Debütalbum
- Verlen (13. Februar 2009, Waggle-Daggle Records), 24-Track-CD, limitiertes Doppelalbum
- Saint-Fiction (5. Juni 2009, Waggle-Daggle Records), 4-Track-CD, Single

## Auszeichnungen
- 2001: Zweiter Platz beim MTK Newcomer
- 2002: Vierter Platz beim 1822 Rockfestival in der Batschkapp, Frankfurt
- 2005: Gewinner des Ringrocker-Contest, als Preis Auftritt bei Rock am Ring 2005